# Cucullia odorata
Cucullia odorata là một loài bướm đêm trong họ Noctuidae.